# (Can't Live Without Your) Love and Affection
(Can't Live Without Your) Love and Affection è il primo singolo del gruppo musicale statunitense Nelson, estratto dal loro album di debutto After the Rain nel maggio 1990.  Si tratta del maggiore successo del gruppo e ha raggiunto la prima posizione della Billboard Hot 100 il 29 settembre 1990. Il singolo è stato certificato con il disco d'oro per le vendite dalla RIAA il 2 ottobre 1990.

## Storia
La canzone è stata scritta da Matthew e Gunnar Nelson, figli gemelli del famoso cantante Ricky Nelson, dopo aver visto una foto della modella Cindy Crawford sulla copertina della rivista Vogue. Una storia simile viene raccontata nel videoclip del brano, dove all'inizio si vedono i gemelli Nelson discutere riguardo la copertina di Vague. La protagonista del video è l'attrice Judie Aronson.
Quando il brani finì in vetta alla Billboard Hot 100, i Nelson entrarono nel Guinness dei primati per essere la prima e unica famiglia nella storia della musica ad aver raggiunto il numero uno in classifica con tre differenti generazioni di musicisti, a partire dai nonni Ozzie e Harriet Nelson. Matthew e Gunnar divennero inoltre l'unica coppia di gemelli dopo quella dei Bee Gees a raggiungere il primo posto in classifica.
Nel 2014 è stata indicata come la 21ª più grande power ballad di tutti i tempi da Yahoo! Music.

## Tracce
7" Single Geffen 5439-19670-7
1. (Can't Live Without Your) Love and Affection – 3:54
2. Will You Love Me? – 4:13

12" Single Geffen 7599-21617-0
1. (Can't Live Without Your) Love and Affection – 3:54
2. Will You Love Me? – 4:13
3. Fill You Up – 4:38

## Classifiche
| Classifica (1990)             | Posizione massima |
| ----------------------------- | ----------------- |
| Australia                     | 20                |
| Canada                        | 11                |
| Nuova Zelanda                 | 44                |
| Regno Unito                   | 54                |
| Stati Uniti                   | 1                 |
| Stati Uniti (mainstream rock) | 20                |
| Stati Uniti (radio)           | 9                 |